# Black Rain (песня Soundgarden)
«Black Rain» — песня американской гранж-группы Soundgarden, выпущенная 17 августа 2010 года. Изначально она была записана в 1991 году, но долгое время оставалась невыпущенной, пока летом 2010 года не было объявлено, что «Black Rain» войдёт в саундтрек к игре Guitar Hero: Warriors of Rock. Песня стала первым синглом, выпущенным Soundgarden со времён «Bleed Together» 1997 года. Позже она вошла в сборник Telephantasm и в саундтрек к Guitar Hero Live.
«Black Rain» стала первой песней группы, вошедшей в Billboard Hot 100. Также в 2011 году она была номинирована на премию «Грэмми» за лучшее исполнение в стиле хард-рок.

## Запись
Запись песни началась в 1991 году во время работы над альбомом Badmotorfinger. Тем не менее песня осталась незавершенной: по словам Кима Тайила, гитариста Soundgarden, в то время были записаны только заготовки ударных и баса, но они не были аранжированы; позже благодаря «магии Pro Tools» и дополнительного записанного материала группа смогла завершить песню. Также Ким утверждал, что ему нравится «Black Rain», поскольку она содержит несколько запоминающихся гитарных рифов. Продюсер Адам Каспер описывал трек как «слияние нового и старого»: по его словам, группа взяла старые записи и добавила к ним новый текст Криса Корнелла и новые гитарные партии и эффекты Кима Тайила.

## Выпуск
14 июня 2010 года на выставке Electronic Entertainment Expo было объявлено, что «Black Rain» войдёт в саундтрек к Guitar Hero: Warriors of Rock, тем самым став первым релизом группы после её распада в 1997 году. 9 августа 2010 года песня стала доступна для стриминга на сайте Consequence of Sound.
20 сентября 2010 года на сайте AOL.com был выпущен анимационный клип на песню, снятый Брендоном Смоллом, автором сериала Металлопокалипсис и участником группы Dethklok. По словам Брендона, он являлся огромным фанатом Soundgarden и был очень рад включить группу в мир Металлопокалипсиса. 13 октября 2010 года клип стал «бесплатным видео недели» на iTunes.

## Приём

### Коммерческий успех
«Black Rain» дебютировала на 96 позиции в Billboard Hot 100, тем самым став первой песней группы, вошедшей в данный чарт, а также заняла 10 строчку Hot Mainstream Rock Tracks и 14 строчку Hot Rock Songs. По данным Nielsen SoundScan, к 27 сентября 2010 года было продано 31 000 цифровых копий сингла.
На 53-й церемонии «Грэмми» сингл был номинирован на премию за лучшее исполнение в стиле хард-рок, но проиграл песне «New Fang» группы Them Crooked Vultures.

### Рецензии
Песня была положительно принята критиками. Газета USA Today назвала «Black Rain» «гранж-бомбой». Джон Долан из Rolling Stone оценил песню в 4 звезды из 5, прокомментировав: «неизвестное демо? Ни в коем случае!». Обозреватель Billboard дал песне такую же оценку, отметив, что «Black Rain» отражает все черты стиля, принёсшего Soundgarden славу в 90-х годах. Рецензент PopMatters назвал песню «освежающей» и отметил, что она «прекрасно дополняет» пластинку Telephantasm, несмотря на слегка повторяющийся психоделизм.
Хуже о песне отозвался обозреватель Pitchfork Дэвид Рапоса: по его словам, «„Black Rain“ является вырезанным треком с Badmotorfinger и звучит ровно так же».

## Список композиций
| №  | Название                        | Длительность |
| -- | ------------------------------- | ------------ |
| 1. | «Black Rain» (радио версия)     | 4:09         |
| 2. | «Black Rain» (альбомная версия) | 5:24         |

| №  | Название                                               | Длительность |
| -- | ------------------------------------------------------ | ------------ |
| 1. | «Black Rain»                                           | 5:24         |
| 2. | «Beyond the Wheel» (живое выступление в Showbox, 2010) | 5:38         |

## Чарты
| Чарт (2010)                                  | Высшая позиция |
| -------------------------------------------- | -------------- |
| Australia (ARIA)                             | 90             |
| Канада (Billboard Canadian Hot 100)          | 44             |
| Billboard Hot 100                            | 96             |
| США (Billboard Hot Rock & Alternative Songs) | 14             |
| США (Billboard Mainstream Rock)              | 10             |
| США (Billboard Alternative Airplay)          | 20             |
| Rock Digital Song Sales (Billboard)          | 9              |